# Рыбалко, Елена Фёдоровна
Еле́на Фёдоровна Рыба́лко (1923—2001) — советский и российский психолог, педагог, доктор психологических наук (1970), профессор (1973). Почётный профессор Санкт-Петербургского государственного университета (2001). Заслуженный деятель науки Российской Федерации (1998)

## Биография
Родилась 16 марта 1923 года в Ленинграде. В период Великой Отечественной войны жила в блокадном Ленинграде, на фронтах войны погиб её отец.
С 1944 по 1949 год обучалась на отделении психологии философского факультета Ленинградского государственного университета, с 1949 по 1952 год обучалась в аспирантуре при этом отделении. С 1952 года работала на отделении (факультете) психологии ЛГУ в должностях: ассистент, доцент и с 1973 года — профессор кафедры общей психологии и руководитель специализации «Психология развития и дифференциальная психология», основоположником которой был её учитель Б. Г. Ананьев.
В 1952 году Е. Ф. Рыбалко была утверждена в учёной степени кандидат педагогических наук (по психологии) по теме: «Об усвоении и применении понятий о нервной системе и её деятельности в процессе обучения анатомии и физиологии человека в средней школе», в 1970 году — доктор психологических наук по теме: «Об онтогенетических свойствах зрительно-пространственных функций». В 1973 году приказом ВАК ей было присвоено учёное звание профессор по кафедре общей психологии. В 2001 году ей было присвоено звание почётного профессора СПбГУ.

## Научно-педагогическая деятельность
Основная научно-педагогическая деятельность Е. Ф. Рыбалко связана с вопросами в области изучения ощущений, восприятий и представлений, особенности развития зрительных функций у детей, сенсорного развития как генетической основы в развитии личности и сенсорной организации человека, становления человека как субъекта деятельности. Была инициатором изучения онтопсихологии, как синтетической науки, представляющей собой интеграцию многих научных дисциплин, в том числе возрастной и дифференциальной психологии. Е. Ф. Рыбалко являлась автором более 120 научных трудов, в том числе нескольких монографий.
Основная библиография: «Об усвоении и применении понятий о нервной системе и её деятельности в процессе обучения анатомии и физиологии человека в средней школе» (1953), «Особенности восприятия пространства у детей» (1964), «Возрастные особенности объёма и структуры зрительного поля» (1969), «Об онтогенетических свойствах зрительно-пространственных функций» (1970; в двух томах), «Возрастная и дифференциальная психология» (1990: ISBN 5-288-00454-4), «Возрастная и дифференциальная психология: Возраст. и индивидуал. изменчивость психики. Роль труда, общения и познания в развитии» (2001: ISBN 5-318-00252-8), «Избранные труды по психологии: дифференциально-психологические проблемы развития человека» (2010: ISBN 978-5-288-05094-7)
В 1999 году Указом Президента России «За заслуги в научной деятельности» Е. Ф.
Рыбалко была удостоена почётного звания Заслуженный деятель науки Российской Федерации.
Скончалась 12 декабря 2001 года в Санкт-Петербурге.

## Награды
- Медаль «За оборону Ленинграда» (18.09.1943)[4]
- Заслуженный деятель науки Российской Федерации (1999)[3]